# 桂右團治
桂 右團治（かつら うだんじ、10月24日生まれ）は、日本の落語家。公益社団法人落語芸術協会監事、同協会初の女性真打。血液型はA型。出囃子は「元禄花見踊り前弾き」。
兵庫県神戸市出身。東京都在住。早稲田大学法学部卒業。

## 来歴・人物
神戸市立歌敷山中学校、兵庫県立星陵高等学校卒業。
早稲田大学在学時、司法試験の勉強中に気分転換のためにラジオで聴いたのをきっかけに落語に興味を持つようになり、在学中の1986年11月に10代目桂文治に弟子入りし、小文（こふみ）となる。入門時、覚悟を示すため髪を五分刈りにしたという。翌1987年2月に前座となり、1991年2月に二つ目に昇進。2000年5月に落語芸術協会初の女性真打となり、芸名を右團治に改める。
古典落語のレパートリーは三百席。英語による落語にも取り組んでいる。
2022年4月、学習院大学大学院人文科学研究科日本語日本文学専攻博士前期課程に入学。2024年3月修了、修士（日本語日本文学）。修士論文『明治期落語資料の語彙の研究』（三遊亭圓朝作品の中の漢語の研究）。
2025年2月、順天堂大学大学院医学研究科グローバルヘルスリサーチ研究室の研究生となる。

## 公演
主催公演
- 落語らくご（俳優座劇場、国立演芸場）
- 大江戸女寄席（三越劇場・・・10年間公演後、現在は終了）
- 花之雲　右團治一座　〚落語芝居〛　(国立演芸場)

定期公演
- 右團治噺（築地・さらしなの里）
- DaDa落語会（南池袋・居場所DaDa）
- 右團治を聴く会（氏家・桔梗）
- すみれ・右團治二人会（日本橋亭）
- 伊奈喜寄席（八王子・割烹伊奈喜）

## メディア歴
- NHKラジオ「新春の話芸」（2012/01/02）
- NHK「首都圏ネットワーク」
- NHKラジオ「土曜ほっとタイム」
- 時代劇専門チャンネル「名作傑作落語選」（2010）
- 高校教科書「現代社会」（清水書院）で伝統文化の担い手として紹介される。

## 講師
- 芸団協・落語芸術協会主催落語体験入門講師
- 文化庁委嘱事業伝統文化こども教室講師
- 京都造形芸術大学通信教育部非常勤講師
- マウスプロモーション付属俳優養成所講師

## その他の活動
講演
- 「江戸の貨幣と暮らし」
- 「江戸の時刻と暮らし7」
- 「笑いと健康」

江戸弁指導
映画、TV,ラジオドラマでの７江戸弁指導
執筆
- 月刊「江戸楽」にエッセイを掲載中（毎月20日発売）
- 新聞、コミュニティ　等に掲載

踊り
寄席踊り　大江戸小粋組　芸鼓連　のメンバー
その他
NPO紫薫子の会　芸術活動家協会　　に所属